# District Malgobekski
District Malgobekski (Russisch: Малгобе́кский райо́н) is een district in het noordwesten van de Russische autonome deelrepubliek Ingoesjetië. Het district heeft een oppervlakte van 670 vierkante kilometer en een inwonertal van 47.754 in 2010. Het administratieve centrum bevindt zich in Malgobek.
Bestuurlijk centrum: Magas

Steden: Karaboelak · Malgobek · Nazran

Districten: Dzjejrachski · Malgobekski · Nazranovski · Soenzjenski